# High Hopes (canção de Panic! at the Disco)
"High Hopes" é uma canção da banda norte-americana de pop rock Panic! at the Disco. A faixa foi lançada pela Fueled by Ramen e DCD2 Records em 23 de maio de 2018, como o segundo single do sexto álbum de estúdio da banda, Pray for the Wicked (2018). A canção foi escrita e produzida por Jake Sinclair e Jonas Jeberg, e co-escrita por Brendon Urie, Jenny Owen Youngs, Lauren Pritchard, Sam Hollander, William Lobban-Bean, Taylor Parks e Ilsey Juber, com produção adicional de Jonny Coffer. Foi lançada para as rádios alternativas em 31 de julho de 2018 e para as rádios adult contemporary em 27 de agosto de 2018, e rádios contemporary hit norte-americanas no dia seguinte. O videoclipe também foi lançado em 27 de agosto de 2018.
"High Hopes" alcançou a quarta posição na Billboard Hot 100 dos Estados Unidos, tornando-se a canção mais bem-sucedida da banda nas paradas, superando seu single de estreia de 2006, "I Write Sins Not Tragedies". Liderou as paradas na Polônia e alcançou as dez primeiras posições em diversos países, tornando-se o single da banda de maior sucesso em todo o mundo. Ele detém o recorde de mais semanas passadas na posição número um na parada Hot Rock & Alternative Songs dos Estados Unidos, com 65 semanas. Também se tornou o primeiro single do grupo a chegar ao topo das paradas Dance/Electronic da Billboard, alcançando o primeiro lugar na Dance/Mix Show Airplay em fevereiro de 2019. Em fevereiro de 2021, "High Hopes" ultrapassou um bilhão de streams no Spotify, tornando-se a primeira canção da banda a atingir esse feito.

## Antecedentes e escrita
"High Hopes" foi escrita e produzida por Jake Sinclair e Jonas Jeberg, e co-escrita por Brendon Urie, Jenny Owen Youngs, Lauren Pritchard, Sam Hollander, William Lobban-Bean, Taylor Parks e Ilsey Juber; com produção adicional de Jonny Coffer. Jeberg, Parks, Juber e Lobban-Bean começaram a escrever a música em um acampamento de redação da BMI em Aspen, Colorado em 2015. Quando os quatro chegaram uma hora mais cedo, decidiram entrar juntos em uma banheira de hidromassagem do lado de fora. Jeberg disse sobre a concepção da música: "Eu estava sentado na banheira de hidromassagem, cantando notas de baixo. Não tínhamos nenhum instrumento porque estávamos na banheira de hidromassagem. Eu estava cantando notas de baixo e dirigindo acordes dessa forma, e nós estavam pensando em letras diferentes." Eventualmente, eles montaram um estúdio de gravação portátil e começaram a gravar uma versão demo com uma batida, trompas e vocais. Inicialmente, o gancho da música foi concebido como uma canção de rap, e eles começaram a enviá-la para diferentes artistas que recusaram. Em 2016, a empresa de gerenciamento do Panic! at the Disco disse que a banda queria gravar a canção para seu próximo álbum de estúdio. No início de 2018, o vocalista Brendon Urie co-escreveu os versos de "High Hopes", antes de Sinclair, Jeberg e Coffer serem trazidos para terminar a produção.

## Prêmios e indicações
| Ano  | Cerimônia                   | Categoria                         | Resultado | Ref.   |
| ---- | --------------------------- | --------------------------------- | --------- | ------ |
| 2018 | Teen Choice Awards          | Melhor Canção de Rock/Alternativo | Indicado  | [ 9 ]  |
| 2019 | American Music Awards       | Canção Favorita — Pop/Rock        | Indicado  | [ 10 ] |
| 2019 | ASCAP Pop Music Awards      | Canção Vencedora                  | Venceu    | [ 11 ] |
| 2019 | Billboard Music Awards      | Melhor Canção de Rock             | Venceu    | [ 12 ] |
| 2019 | iHeartRadio Music Awards    | Canção de Rock Alternativo do Ano | Venceu    | [ 13 ] |
| 2019 | iHeartRadio Titanium Awards | Canção Vencedora                  | Venceu    | [ 14 ] |
| 2019 | MTV Video Music Awards      | Melhor Vídeo de Rock              | Venceu    | [ 15 ] |

## Faixas e formatos
- Download digital – White Panda remix[16]

1. "High Hopes" (White Panda Remix) – 2:56

- Download digital – Don Diablo remix[17]

1. "High Hopes" (Don Diablo Remix) – 3:05

- Download digital – versão ao vivo[18]

1. "High Hopes" (ao vivo) – 3:22